# Pohlia tenuifolia
Pohlia tenuifolia är en bladmossart som beskrevs av Brotherus 1903. Pohlia tenuifolia ingår i släktet nickmossor, och familjen Bryaceae. Inga underarter finns listade i Catalogue of Life.